# Bibel von Moutier-Grandval

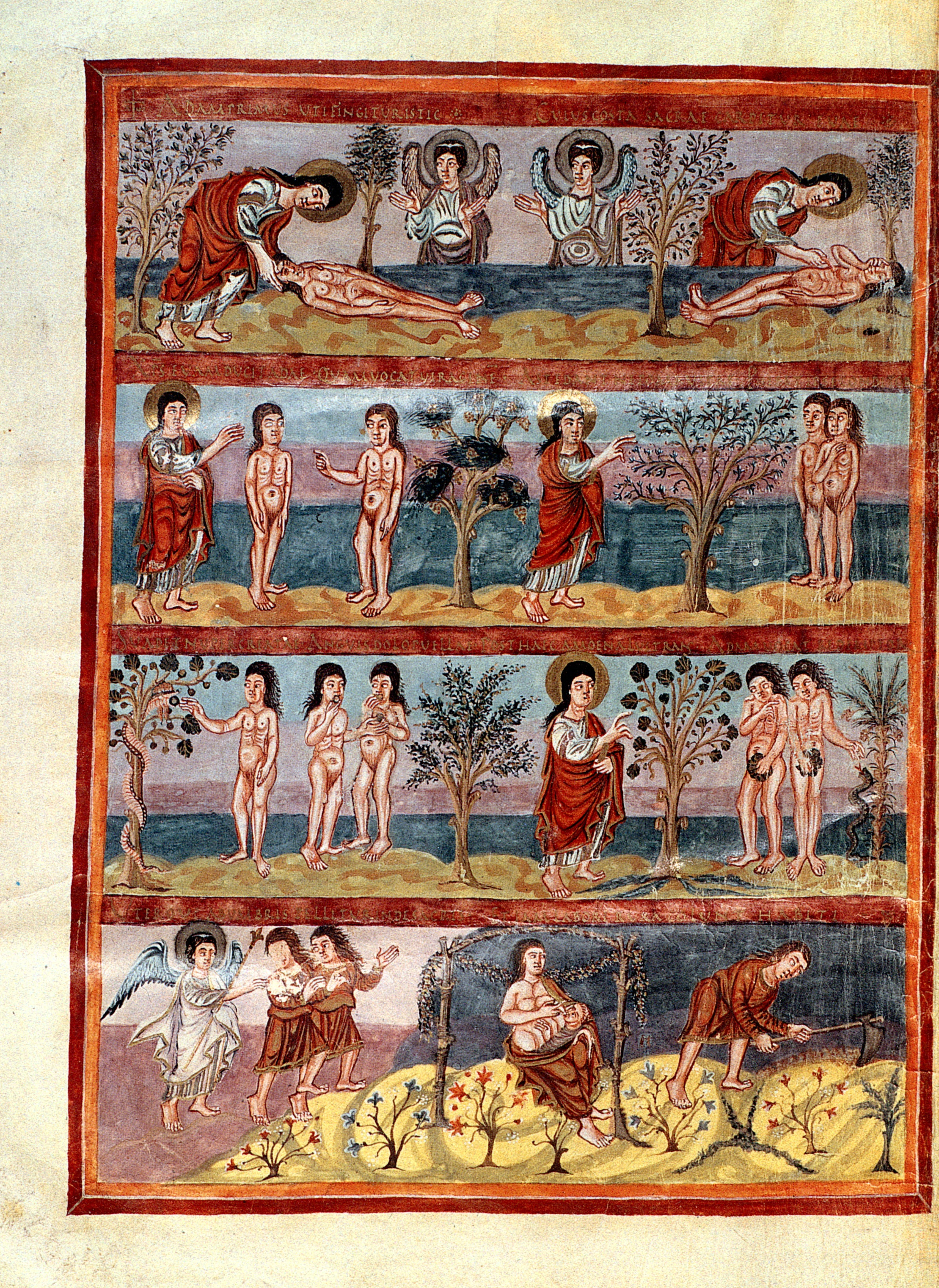
Adam und Eva (fol. 5v)

Die Bibel von Moutier-Grandval, auch Bibel von Moutier, Moutier-Grandval-Bibel oder Grandval-Bibel ist eine karolingische Bilderhandschrift, die um 840 im Kloster St. Martin in Tours entstand und dem Kloster Moutier-Grandval geschenkt wurde. Die Bibel wurde erschaffen, als Adalhard Laienabt des Klosters St. Martin war. Der großformatige Codex im Format 375 × 510 mm beinhaltet eine lateinische Vollbibel und ist mit vier ganzseitigen Miniaturen illuminiert. Etwa zwanzig Mönche sollen an den 449 Seiten der Bibel mitgewirkt haben.
Die Handschrift gehörte im späten 16. Jahrhundert dem Schweizer Kloster Moutier-Grandval. Nach der Schließung des Klosters gelangte die Bibel nach Delsberg. Im frühen 19. Jahrhundert fanden Kinder die Bibel auf einem Dachboden in Delsberg. Kurz danach verkaufte der Bürgermeister von Delsberg die Bibel einem Buchhändler in Basel, der sie an die British Library weiterverkaufte. Seit 1836 befindet sie sich in der Londoner British Library (Sign. Add. Ms. 10546).
Die Bibel von Moutier-Grandval wurde 1981 und 2025 in der Schweiz ausgestellt.